# Chaudière-Kennebec

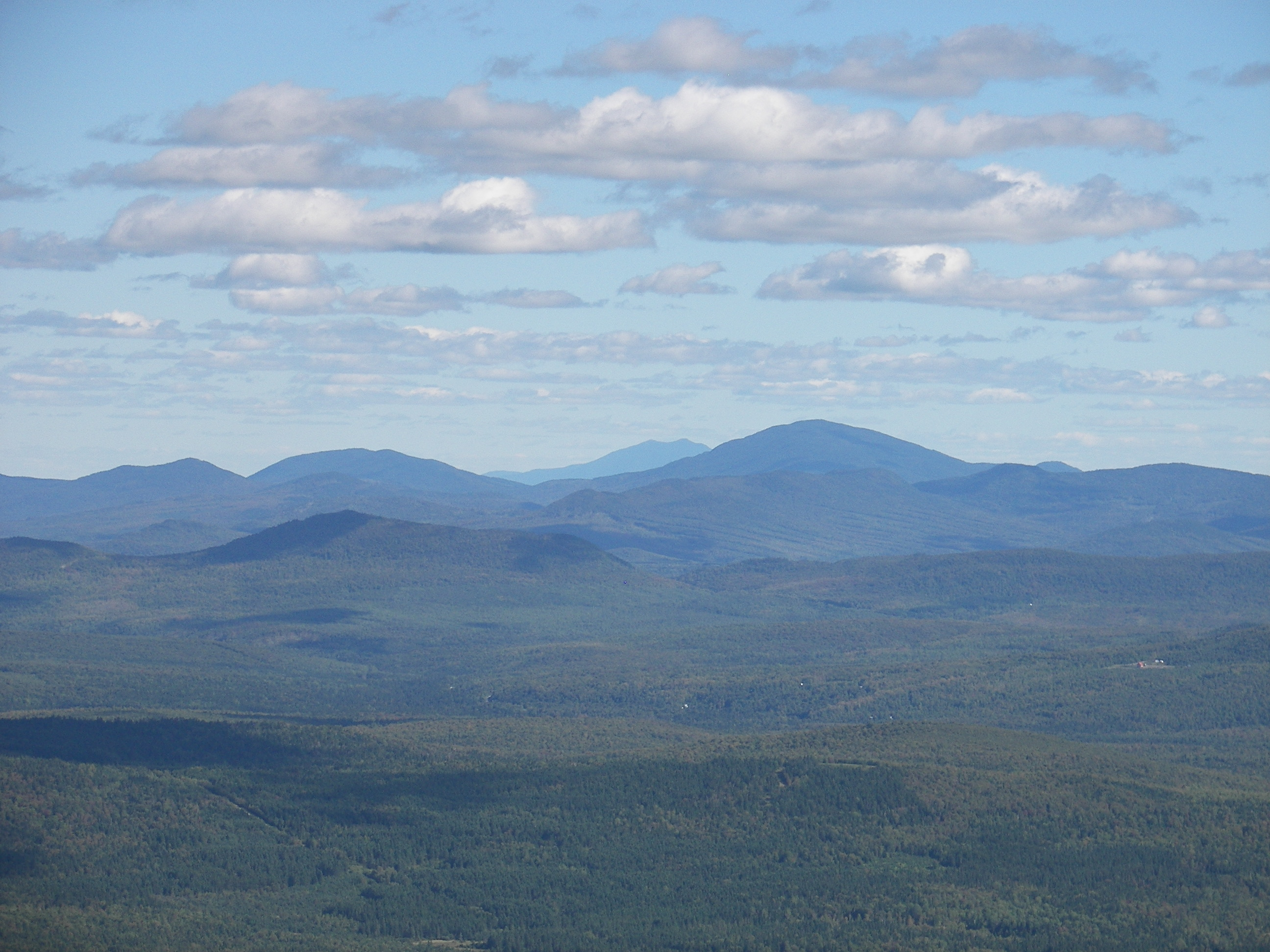
Frontière des Appalaches entre Québec et États-Unis (Hautes terres nord-est et sud-ouest) vue du sommet du Mont Mégantic.

La voie navigable historique Chaudière-Kennebec  permettait de relier la ville de Québec et l'océan Atlantique. Elle empruntait la rivière Chaudière au Québec, puis les rivières Dead et Kennebec dans l'État du Maine, aux États-Unis.
Cette voie navigable comprenait plus de 20 portages. Elle fut cartographiée  par John Montresor en 1760. Elle fut utilisée par Benedict Arnold lors de l'invasion du Canada en 1775, durant la révolution américaine. Elle était alors inhabitée entre Sartigan, près de Beauceville, et Narrantsouac, près de la rivière Kennebec.
Cette voie historique était probablement la plus praticable vers la basse Kennebec.

## Présentation
La rivière Chaudière prend sa source dans le lac Mégantic au Québec, au pied des Appalaches, près de la ligne de séparation des eaux et coule vers le nord en passant par la Beauce (Québec) pour se jeter dans le fleuve Saint-Laurent près de la ville de Québec. La rivière Dead coule vers l'est et rejoint la rivière Kennebec. La rivière Kennebec prend sa source dans le lac de Moosehead dans l'État du Maine et coule vers le sud avant d'atteindre l'océan Atlantique.
Cette voie fut longtemps parcourue en canot par les Amérindiens, puis par les Français ; le père Gabriel Druillettes, missionnaire jésuite, suivit cette voie en 1646, prit contact avec le premier village abénaqui de Narrantsouac, visita Koussinoc (Augusta (Maine), hiverna dans cette région et atteignit le fleuve Penobscot. À cette époque, le territoire le long du trajet était accessible aux guerriers Iroquois qui ont parfois attaqué les Abénaquis et les Pentagouets sur leurs propres territoires près du lac de Moosehead. Un Lieu-dit au sud du lac de Moosehead qui comprenait un village Abénakis nommée Etasiiti (aujourd'hui Wilson Pond) qui fut détruit au cours de féroces combats contre les Iroquois, avant la rencontre avec les premiers missionnaires français, fait partie de l'Histoire orale des indiens. Les Anglais utilisèrent aussi cette voie durant les différentes guerres entre la Nouvelle-France et la Nouvelle-Angleterre. Une autre voie fut aussi utilisée en prenant la fourche de la rivière du Loup et après plusieurs portages, menait au lac de Moosehead, aux sources de la Kennebec.   

### Expédition de M. de Portneuf en 1690
Pendant la Première Guerre intercoloniale, après le massacre de Lachine près de Montréal, Louis de Buade de Frontenac ordonna le départ de Québec le 28 janvier 1690 d'une expédition commandée par M. de Portneuf, accompagné d'environ 50 Français et 60 Abénaquis en passant sur les glaces des rivières Chaudière, Dead et Kennebec pour y détruire l'établissement fortifié de Casco, la bataille de Fort Loyal, (aujourd'hui Falmouth, près de Portland) la nuit du 26 au 27 mai 1690.

### Campagne de John Winslow sur la Kennebec en 1754
Pendant que se préparaient plusieurs expéditions contre la Nouvelle-France dans la vallée de l'Ohio et dans la vallée du  lac George, le Gouverneur du Massachusetts, William Shirley prit plusieurs mesures pour renforcer les défenses de la Nouvelle-Angleterre. En mai 1754, plusieurs rumeurs indiquaient que les Français planifiaient de s'établir au grand portage, sur la basse Kennebec. Six compagnies de miliciens, commandées par John Winslow furent mobilisées et reçurent l'ordre de remonter la rivière Kennebec a 70 km (43 miles) de l’océan Atlantique et d'y construire le Fort Western ; puis remonter encore 32 km (20 miles) et construire un fortin au confluent de la rivière Sébasticook et de la rivière Kennebec, qui fut nommé fort Halifax près des chutes Taconnet, aujourd’hui Winslow, près de Waterville. Après avoir laissé 100 hommes au fort Western et 200 au fort Halifax, Winslow remonta la Kennebec avec 500 hommes, se rendit jusqu'à la Rivière Chaudière à la frontière du Canada, afin d'informer le Gouverneur W. Shirley concernant une immense étendue de forêt primitive, un réseau de lacs et de rivières navigables, mais aucune place forte française qui aurait permis de monter une grande expédition militaire à partir de Québec, contrairement à la vallée du lac Champlain.

### Plan du gouverneur Duquesne pour 1755
Michel-Ange Duquesne de Menneville, gouverneur de la Nouvelle-France avant Pierre de Rigaud de Vaudreuil,
écrit au Ministère de la Marine le 12 juin 1755 faisant rapport d'un plan pour attaquer et détruire le fort Western et un Fortin militaire un peu plus au nord nommé le Fort Halifax.
L'hiver précédent, il s'est renseigné auprès du missionnaire des Abénaquis pour connaître la route de la Chaudière
jusqu'à la rivière Kennebeck. Il fait part des difficultés pour organiser une importante expédition à partir de
Québec et pour transporter des canons sur une grande distance à travers les forêts et montagnes. Il suggère plutôt
une attaque surprise en hiver en passant sur les rivières gelées. Il en discutera avec le nouveau gouverneur Vaudreuil à son arrivée. Le projet ne semble pas avoir eu de suite.

## Expédition de John Montresor janvier 1760
Après la reddition de Québec, James Murray isolé tout l'hiver, harcelé par les franco-canadiens basés au Fort Jacques-Cartier, envoie une expédition pour contacter Jeffery Amherst qui passe l'hiver à New-York afin de coordonner les mouvements au printemps. John Montresor, avec quelques compagnons partent de Québec le 26 janvier 1760, passant en raquettes par les rivières gelées Chaudière et Kennebec, avec environ 2 semaines de vivres. Manquant de nourriture, souffrant du froid et ralentis par les fortes épaisseurs de neige, ils frôlent la mort dans les montagnes de la frontière naturelle des Appalaches, passant 1 semaine sans nourriture avant d'arriver à Topsham (Maine) le 26 février, où il laisse ses hommes pour récupérer. Montrésor continue en bateau une semaine de plus pour atteindre Boston. Parti en bateau de Boston avec des instructions, il arriva à Québec après le dégel.

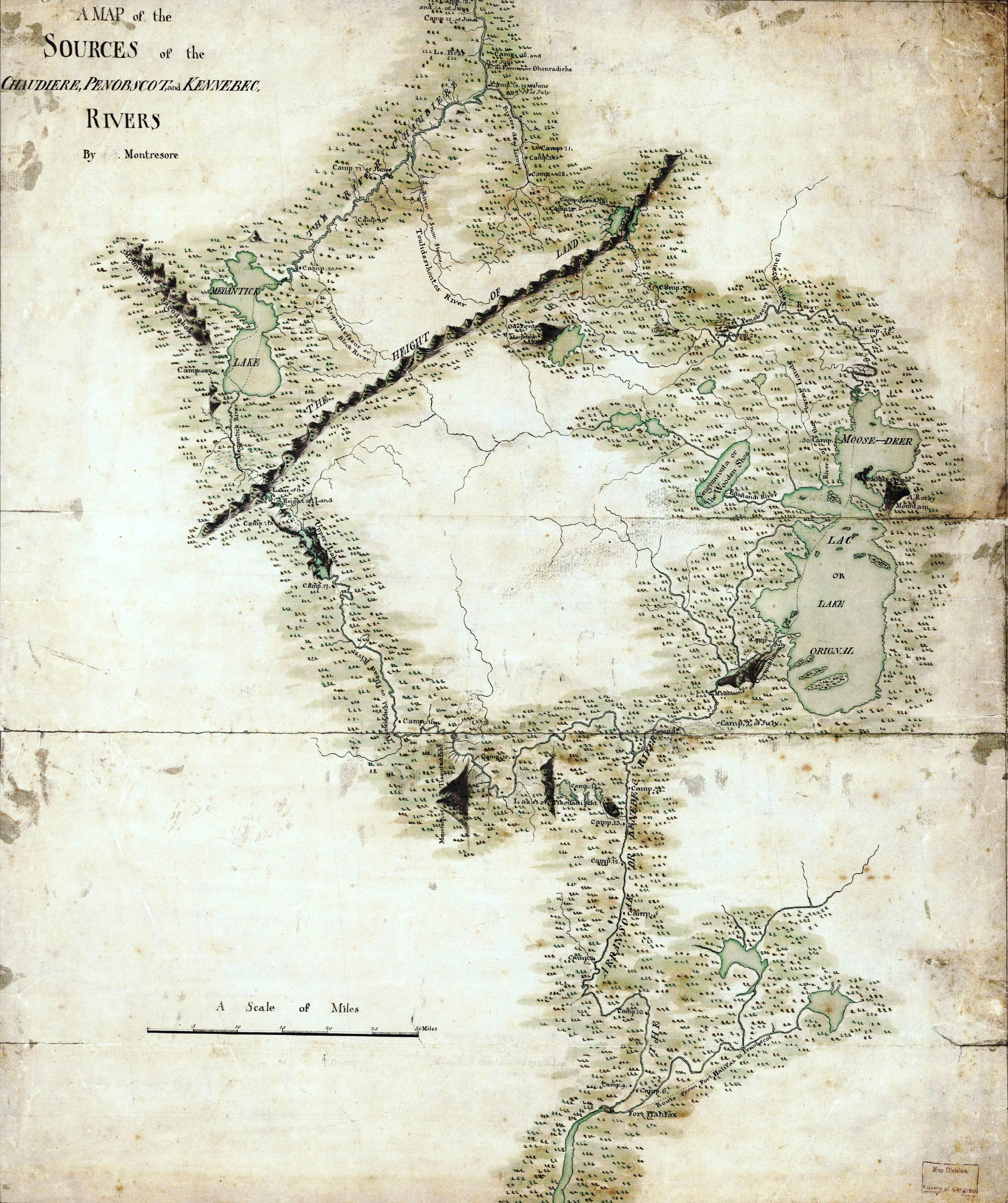
Carte par John Montresor 1760 ; utilisée par Benedict Arnold pour son expédition à Québec en 1775.
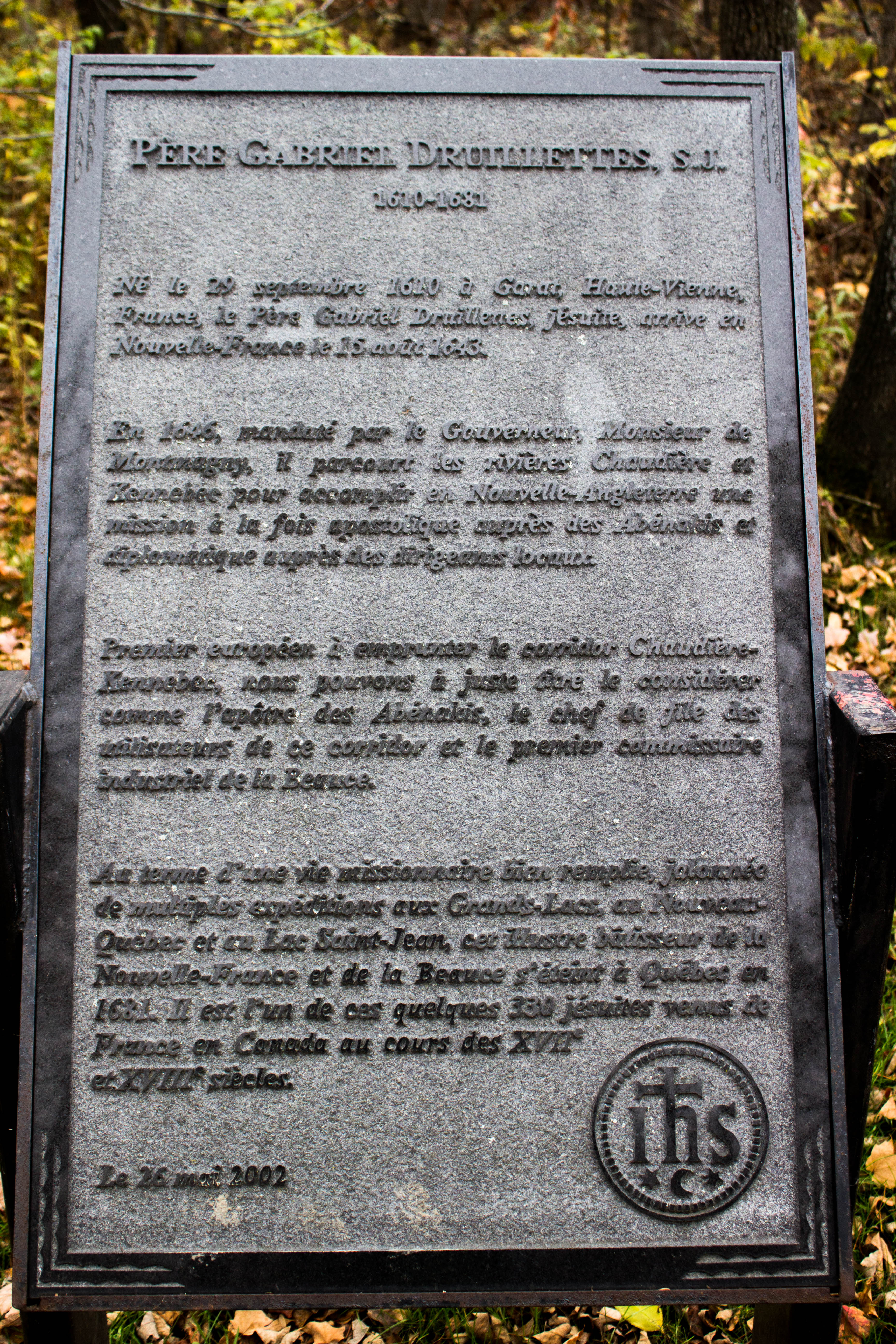
Plaque commémorant le passage du Père Druillette sur la rivière Chaudière près des rapides du Diable.
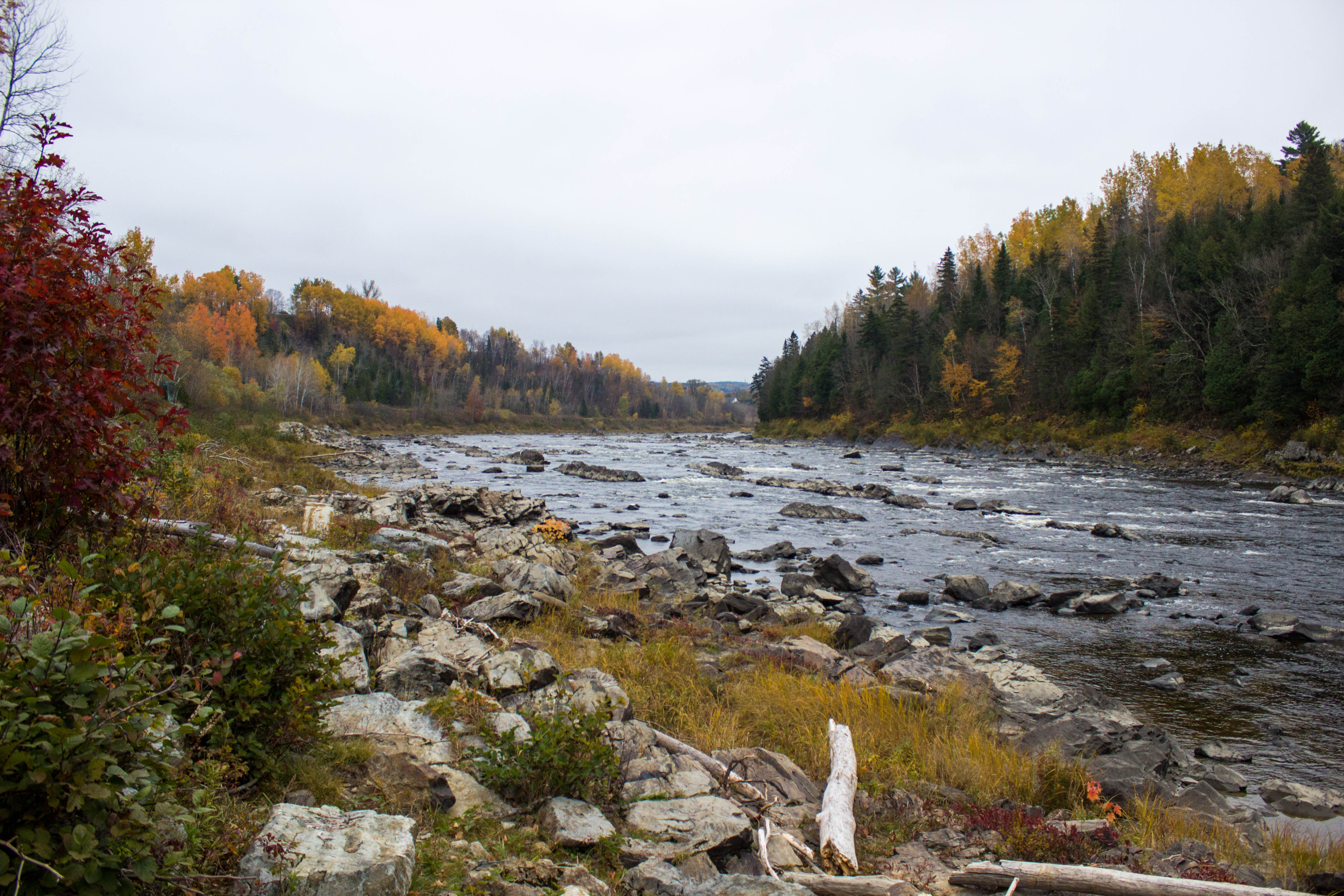
Rivière Chaudière près des rapides du Diable.
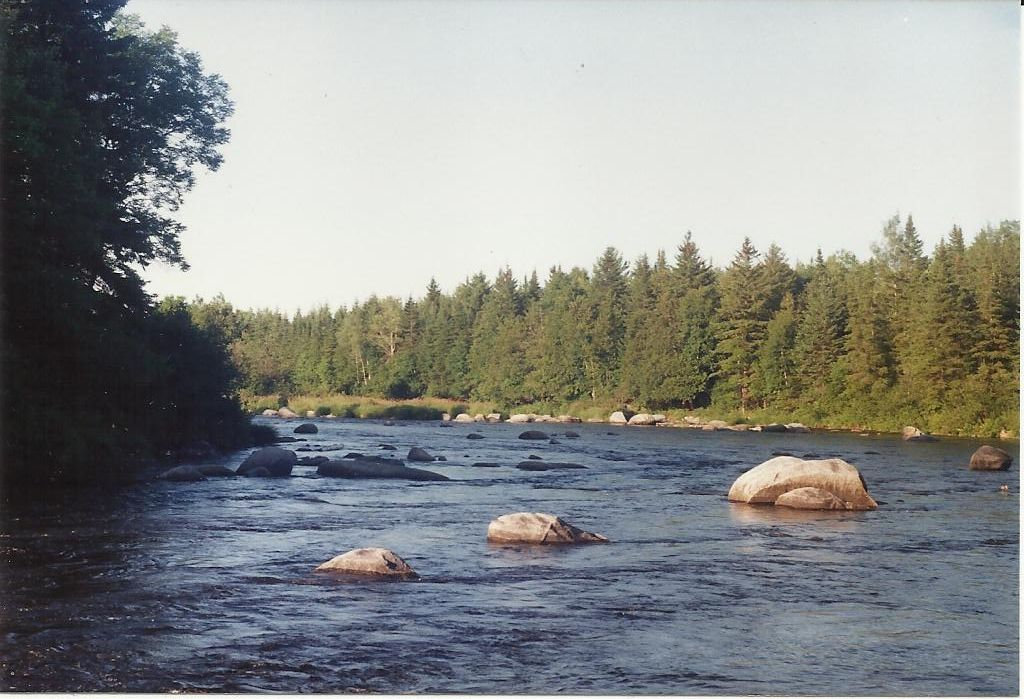
Rivière Chaudière à quelques kilomètres du lac Mégantic.
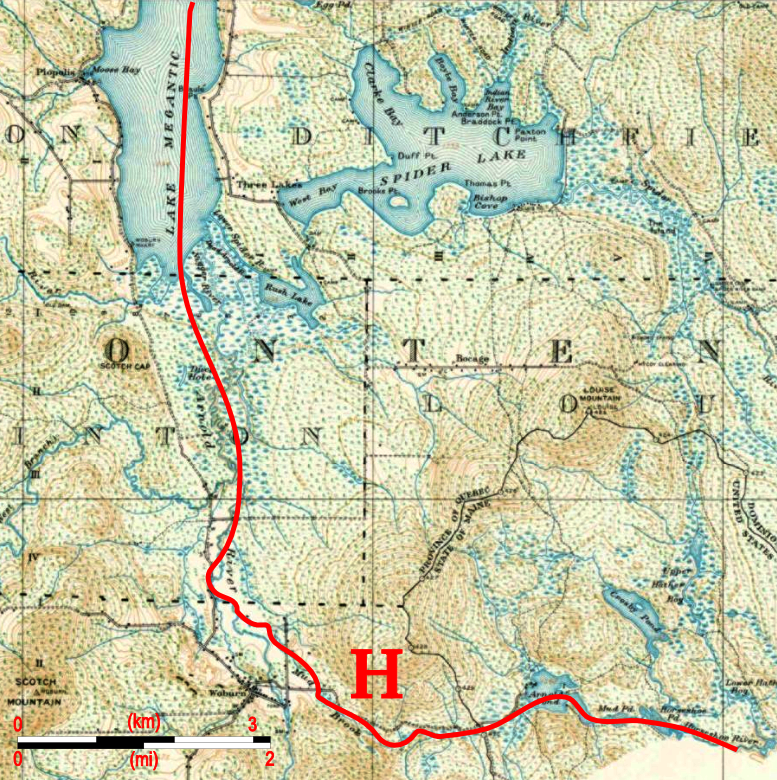
Expédition de Benedict Arnold. H= “Height of Land” ou Hautes Terres
Carte de John Mitchell (1755) Map-06full2

### Révolution américaine
En novembre 1775, une armée d'environ 1 000 soldats américains remonta la Kennebec jusqu'au Fort Western, aujourd'hui Augusta (Maine). Ce fort qui avait été construit en 1754, au début de la guerre de Sept Ans, était un avant-poste fortifié sur les rives de la Kennebec et servit plus tard de point de ravitaillement pour l'expédition d'Arnold. L'expédition poursuivit ensuite sur la Dead River et la Chaudière dans le but de s'emparer de Québec et de la vallée du Saint-Laurent. L'expédition était dirigée par le général Benedict Arnold. Elle s'acheva dans la déroute durant la nuit du 30 au 31 décembre.
Cette voie d'une longueur de 372 kilomètres (230 miles) permettait de relier la ville de Québec à Bath, en passant par le portage de 8 kilomètres pour traverser la Hauteur des Terres (Appalaches ou Height of Land en anglais), près de Coburn Gore, frontière entre le Canada et les États-Unis puis la rivière Dead, et ensuite le portage Great Carrying Place, d'une longueur de 20 kilomètres jusqu'à la rivière Kennebec, qui coule jusqu'à la côte de l'océan Atlantique.